# Algemene verkiezingen in Liberia (1905)

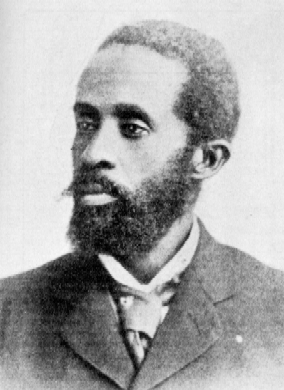
President Arthur Barclay.

De algemene verkiezingen in Liberia van 1905 vonden in mei van dat jaar plaats en werden gewonnen door zittend president Arthur Barclay van de True Whig Party. Hij versloeg oud-president William David Coleman van de People's Party, die het in 1903 ook al een keer opnam tegen Barclay. Exacte data, zoals stemverdeling, opkomst en dergelijke ontbreken.